# محمد بن محمود الطربزوني
محمد بن محمود الطربزوني  فقيه حنفي وأديب , اسمه محمد بن محمود بن صالح بن حسن الطربزوني الحنقي الشهير بالمدني , ولد في المدينة المنورة , وقد كان مدرسا وقيما على الكتب بجامع السليمانية في إسطنبول , له عدد من كتب منها تحفة الاخوان في الحلال والحرام من الحيوان والاتحافات السنية في الأحاديث القدسية ورسالة في بيان ما في الصحاح من الاوهام ورسالة في المثلثات ورسالة في الاضداد وجالب الفرج وسالب الحرج , توفي عام 1200 هـ الموافق 1795 